# Harm's Way
Harm's Way est un groupe américain metalcore straight edge de Chicago, Illinois, formé en 2006. Le groupe a commencé comme un projet parallèle, mais a fini par devenir un groupe plus sérieux et à plein temps dans leurs dernières années. Harm's Way a depuis sorti quatre albums studio : Reality Approaches (2009), Isolation (2011) et Rust (2015) et plusieurs EP. Le 9 février 2018, le groupe a sorti son premier album acclamé par la critique Metal Blade Records, intitulé Posthuman . Ils ont été reconnus pour leur mélange unique de musique métal, industrielle et hardcore.

## Histoire
En 2006, les membres d'un groupe punk straight edge appelé "Few and the Proud" ont lancé un "side project-slash-joke"  groupe pour s'amuser à jouer des chansons de powerviolence courtes et rapides influencées par Crossed Out et Infest. Le batteur de Harm's Way, Chris Mills, a commenté les débuts et la progression du groupe, déclarant : "Nous jouions des chansons de powerviolence super rapides, et notre chanteur mettait un masque et chantait des paroles idiotes sur le fait de battre des garçons de fraternité ou autre. Puis, plus tard, alors que le groupe devenait plus sérieux, nous avons retiré beaucoup de ces éléments et sommes allés dans une direction plus death metal - plus sombre et moins ridicule, même si certains aspects n'étaient toujours pas sérieux à 100%."  Harm's Way a sorti plusieurs albums, EP et singles via Organized Crime Records et Closed Casket Activities à leurs débuts.
Après la sortie de leur deuxième album studio Isolation en 2011, Harm's Way a envoyé un courriel à Jacob Bannon ( Converge ) et à son label Deathwish Inc. après avoir entendu qu'il était fan de la musique du groupe pour demander si le label serait intéressé à les signer. La signature du groupe avec Deathwish a été annoncée en mars 2013. Harm's Way a sorti l'EP Blinded le 23 juillet 2013 avec des illustrations de Florian Bertmer, et l'a promu avec un clip vidéo pour le morceau "Mind Control" suivi d'une tournée mondiale,. Mills a commenté leur relation positive avec le label, déclarant : "C'était génial - ils ont été vraiment utiles, nous avons un budget plus important, nous avons pu faire un clip vidéo. Ils ont été prêts à faire tout ce que nous voulions vraiment. Ils sont vraiment d'un grand soutien." L'EP Blinded a également vu le groupe incorporer plus de métal industriel influencé par Godflesh dans son son,.
Harm's Way a sorti son troisième album studio Rust avec Deathwish le 10 mars 2015 et l'a promu avec un clip vidéo pour le morceau "Amongst the Rust",. Commentant les changements musicaux et visuels du groupe avec Rust, Mills a déclaré : "Nous sommes toujours enfermés dans ces niches dans l'esprit des gens - vous savez, un groupe de hardcore dur à cuire, un groupe de death metal adorateur de Satan, peu importe. Nous voyons Rust non seulement comme une nouvelle phase musicale - nous changeons l'ancien logo et prenons une direction différente avec l'imagerie pour essayer d'éloigner les gens des généralisations et des hypothèses basées sur des choses qui ne représentent vraiment pas qui nous sommes en tant que des gens ou des musiciens."  L'album a reçu des critiques généralement positives. Écrivant pour Rock Sound, Chris Hidden a donné à l'album une note de huit sur dix et a déclaré : "Ce nouveau disque les trouve sous une forme formidable, avec des titres comme" Amongst The Rust "et" Cancerous Ways "mélangeant le bas- une attaque de riff accordée de nu metal avec du thrash dirigé par le groove et l'intensité écrasante du hardcore pour produire un son qui fait référence à tout le monde, de Sepultura à Trapped Under Ice." Harm's Way a commencé à tourner pour soutenir Rust avec une tournée nord-américaine en mars/avril 2015 avec Code Orange et d'autres, une tournée européenne en mai/juin, l'étape européenne du Deathwish Fest et une tournée en tête d'affiche aux États-Unis en juillet, et une tournée nord-américaine avec The Black. Dahlia Meurtre en octobre,,,.
Le 6 décembre 2017, le groupe a annoncé son quatrième album studio et ses débuts chez Metal Blade Records, intitulé Posthuman . L'enregistrement est sorti le 9 février 2018 et a été produit par Will Putney chez Graphic Nature Audio. Après la sortie de l'album et une tournée américaine en février-mars, Luca Cimarusti a écrit pour le Chicago Reader : "... ils ont enfin pleinement réalisé leur fascination pour [Godflesh]. . . . Posthuman est l'un des disques les plus sombres et les plus lourds que vous entendrez cette année." Un an plus tard, Harm's Way sort un EP de quatre chansons intitulé PSTHMN avec des remixes industriels de chansons de Posthuman.

## Style musical
Le style musical du groupe a été décrit comme punk hardcore,, metalcore métal industriel,[réf. nécessaire] industriel, et death metal. Les premiers travaux du groupe ont été décrits comme de la powerviolence, . Ils intègrent également des éléments de groove metal, industriel, death metal et nu metal dans leur son. La musique du groupe a été comparée à des groupes comme Code Orange, Slipknot, et Godflesh .

## Membres du groupe
Les membres actuels
- James Pligge - chant (2006–present)[23]
- Bo Lueders - guitares (2006–present)[23]
- Christopher Mills - batterie (2006–present)[23]
- Nick Gauthier - guitares (2017–present)[23]
- Casey Soyk - basse (2017–present)[23]

## Discographie

### Albums
- Reality Approaches (2009, Organized Crime)
- Isolation (2011, Closed Casket Activities)
- Rust (2015, Deathwish)
- Posthuman (2018, Metal Blade)[24]
- Common Suffering (2023, Metal Blade)[25]

### EP
- Imprisoned (2007, Organized Crime)
- Harm's Way (2008, Organized Crime)
- No Gods, No Masters (2010, Closed Casket Activities)
- Blinded (2013, Deathwish)
- PSTHMN (2019, Metal Blade)[15]